# ギロドゥス

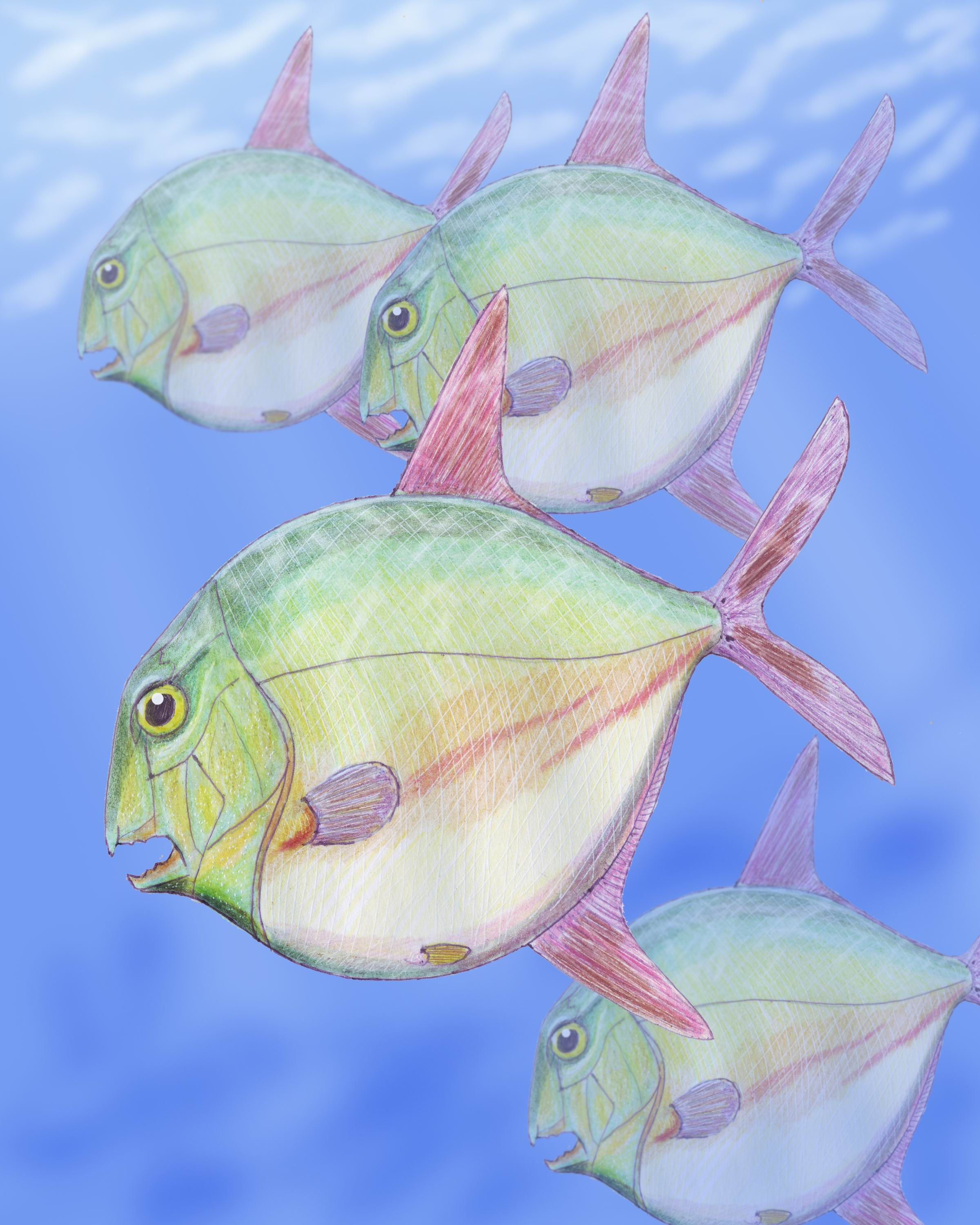
Gyrodus hexagonus の復元図

ギロドゥス (Gyrodus) は、ジュラ紀中期から白亜紀後期にかけて生息していた魚類である。主にヨーロッパから産出する。

## 特徴
全長1.2メートル。縦長の体をしており、側面から見るとほぼ円形であった。網上の細い骨の組織が体を内側から支え、厚い長方形のウロコが体を守っていた。また、顎には丸い歯がところせましと並んでおり、サンゴや貝を噛み砕いて食べていたと考えられている。
多くのピクノドゥス目魚類は截型か扇型の尾鰭を持ち、沿岸域のサンゴ礁のような環境に適応していた。だが、本属は二叉した尾鰭と鎌型の背鰭・臀鰭を持ち、外洋を高速で泳ぐこともできたと考えられる。

## 種

### ジュラ紀中期
最古の化石はスコットランド・ジュラ紀中期のものである。
- G. goweri (Grey−Egerton 1869)

### ジュラ紀後期
ジュラ紀後期に最も多様性・分布域を拡大した。一部の種はアメリカにも到達している。主要な化石は全てこの時代のものである。
- G. hexagonus (de Blainville, 1818) - タイプ種
- G. circularis Agassiz, 1844
- G. macrophthalmus Agassiz 1843
  - G. macrophthalmus cubensis - キューバ産[2]

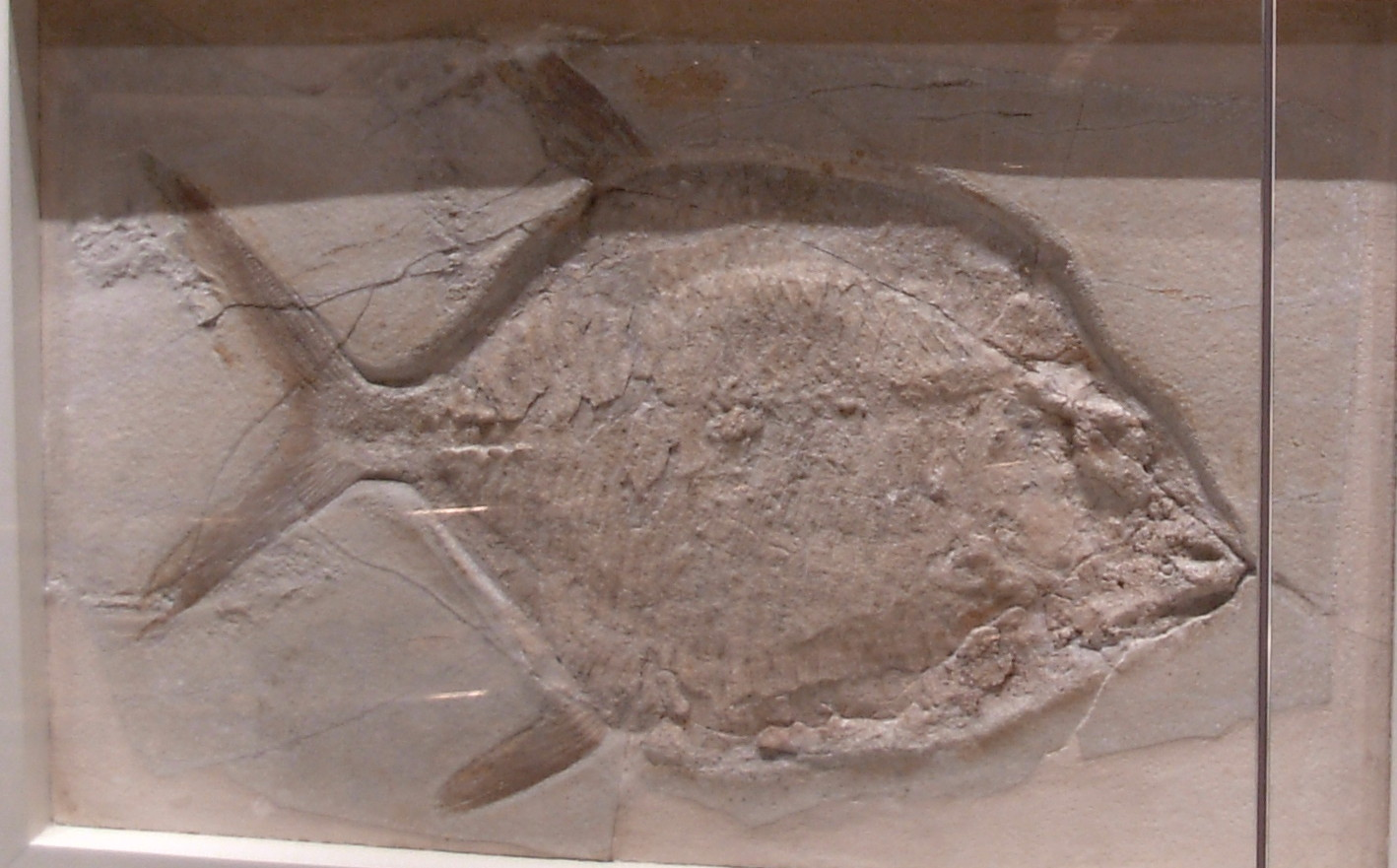
Gyrodus circularis
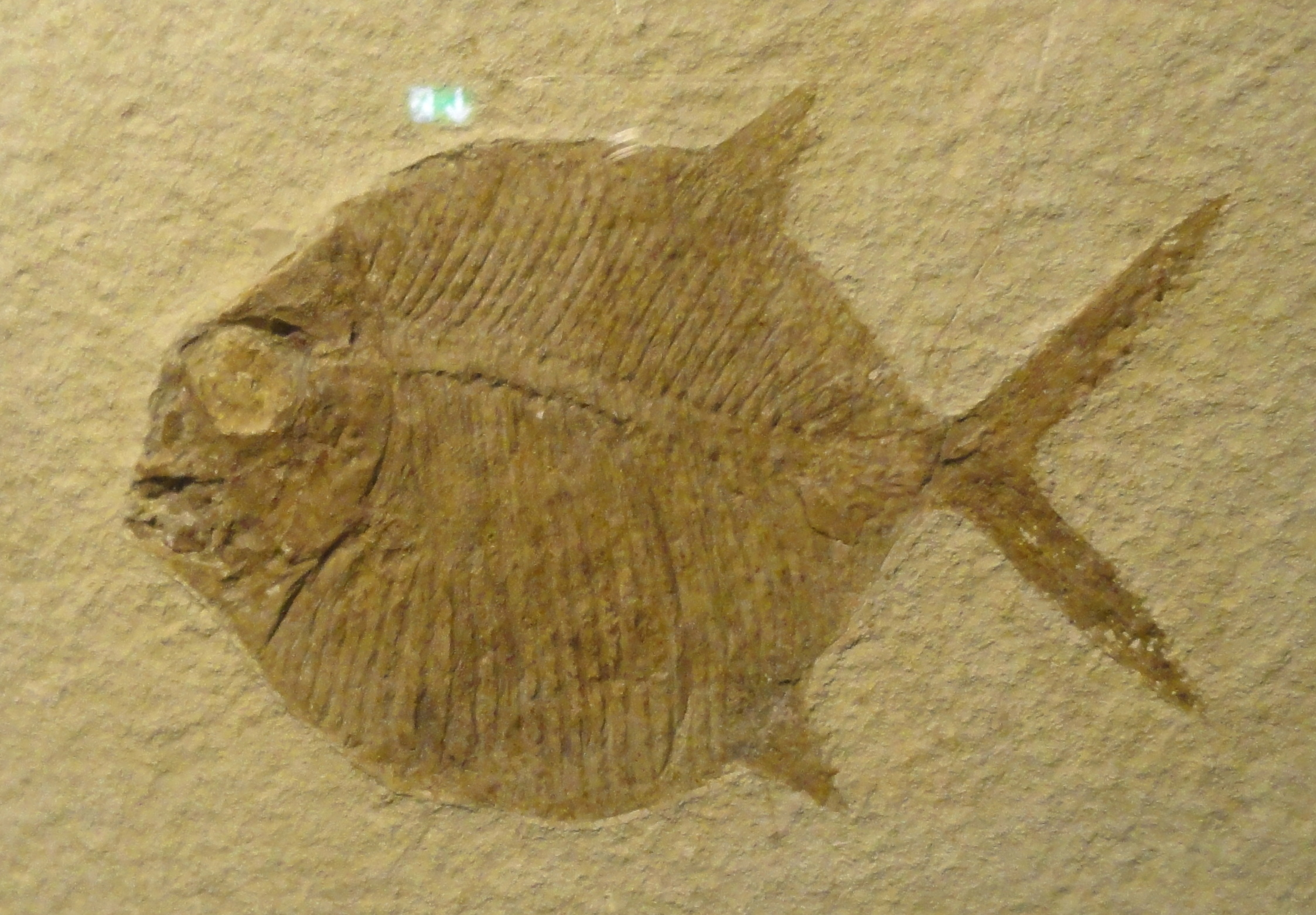
Gyrodus macrophthalmus

### 白亜紀前期
白亜紀前期の化石記録は不明瞭である。次の2種はイギリスのSpeeton Clayから出土した。
- G. atherfieldensis White, 1927
- G. minor Agassiz, 1844

以下の3種は歯の断片のみが知られる。
- G. contiguidens - フランス
- G. sculptus - フランス
- G. ellipticus Eichwald, 1868 - ロシア

### 白亜紀後期
フランスから歯の断片が出土しているが、本属のものかどうかは不明確である。